# Stadsreiniging (Amsterdam)

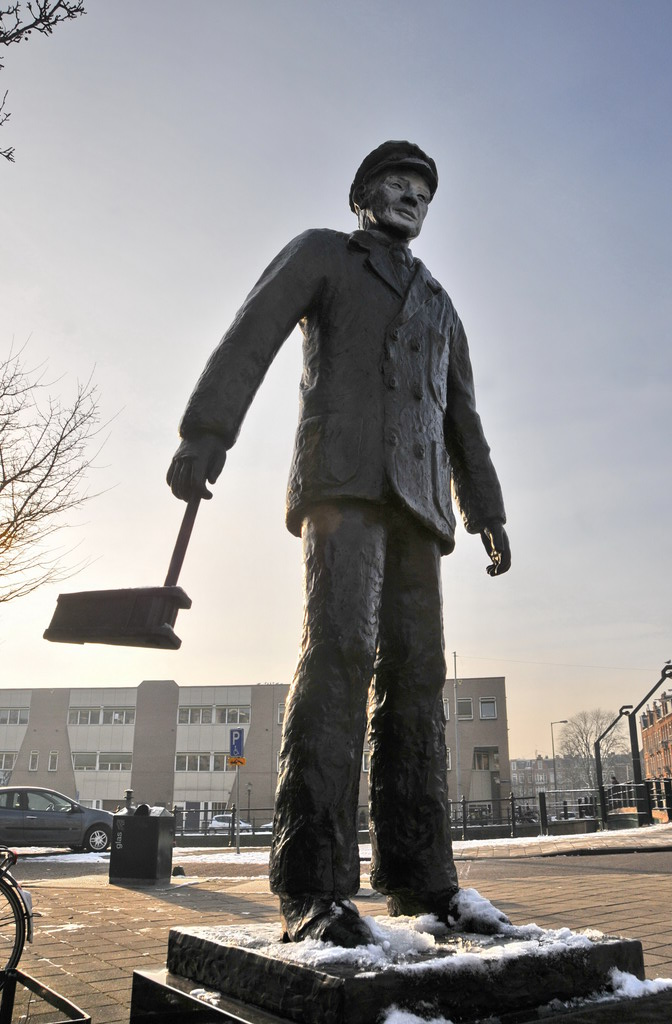
Beeld de Ratelaar; 'Ode aan de vuilnisman' op het Kwakersplein. Gemaakt door beeldhouwer Rob Cerneüs t.g.v. het 130-jarig bestaan van de Stadsreiniging (1877-2007).

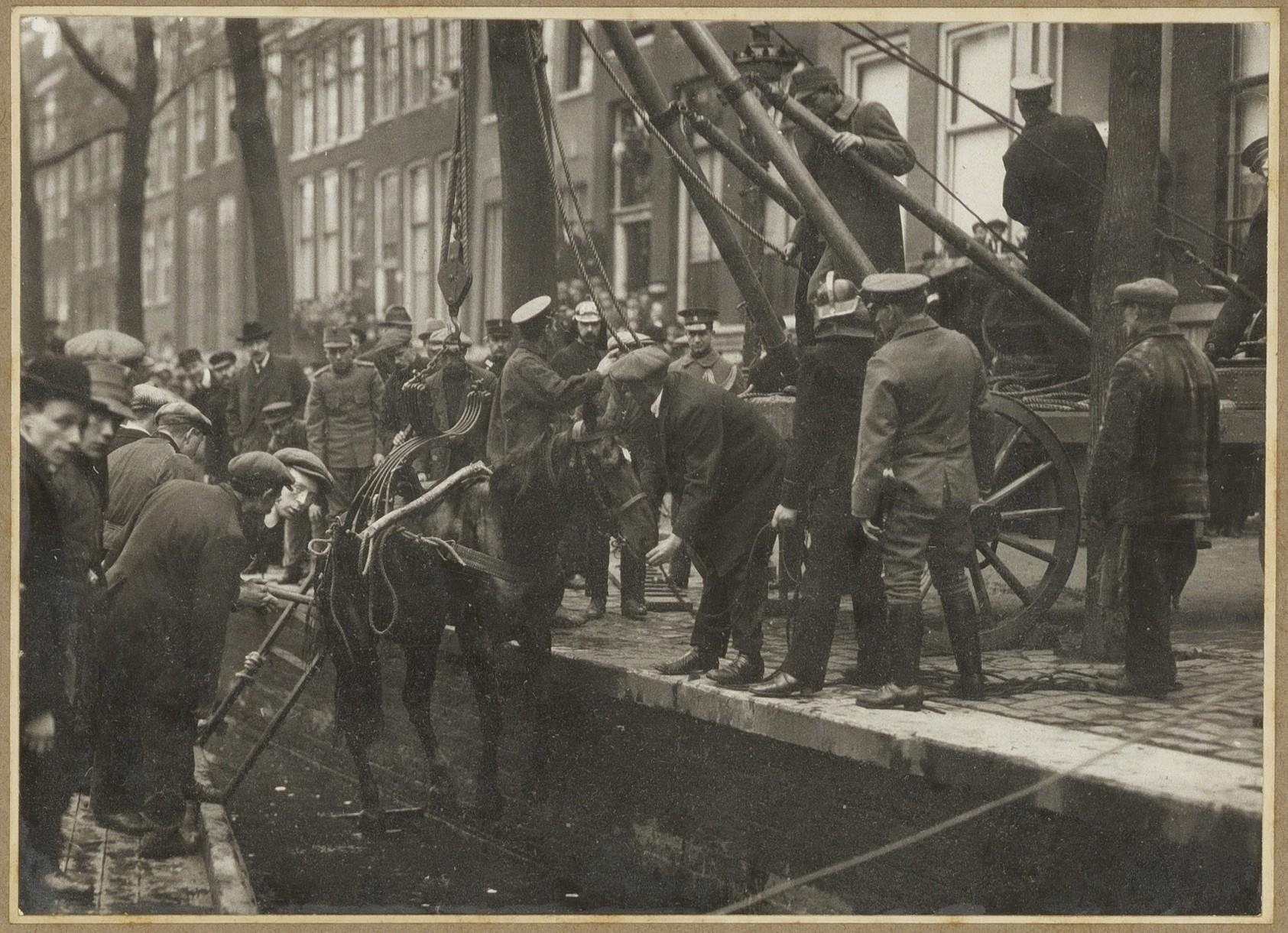
Ook het uit de gracht takelen van te water geraakte paarden behoorde tot het takenpakket van de Stadsreiniging; 18 april 1919.

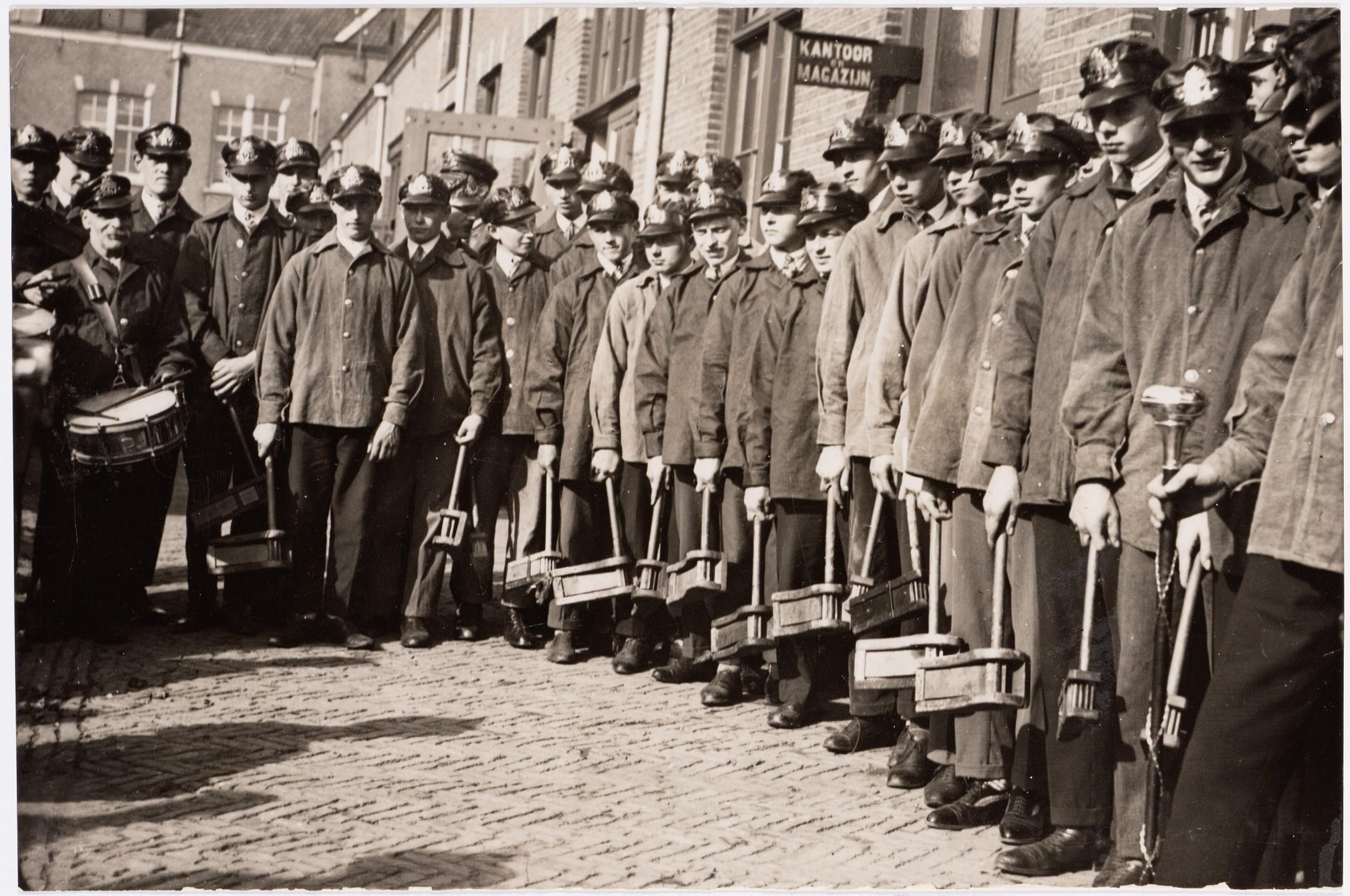
Ratelaars. Deze kondigden in de straten met hun ratel aan dat de vuilnis buiten gezet kon worden; 1927.

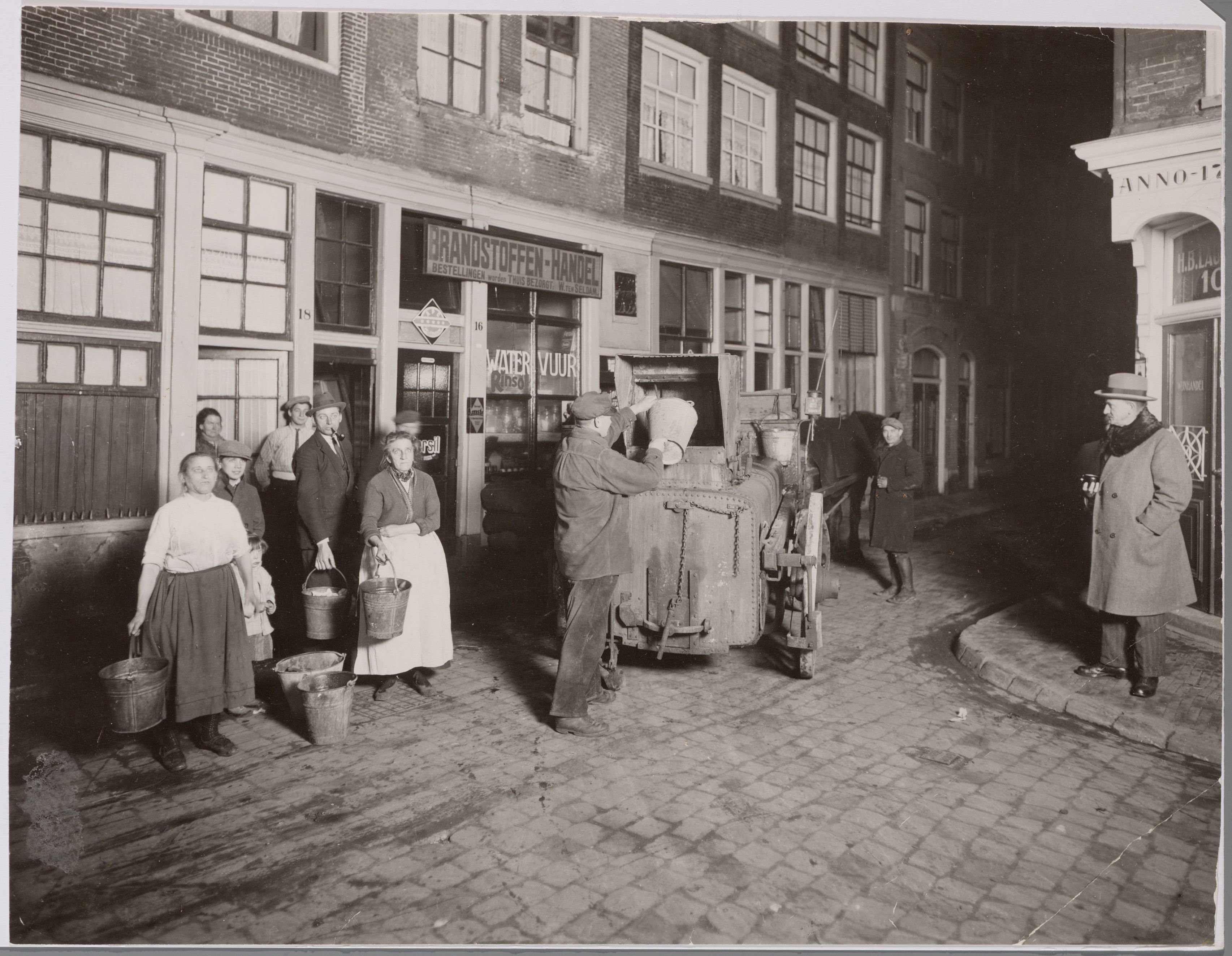
Het ophalen van faecaliën met de beerwagen of Boldootkar bij de Tweede Looiersdwarsstraat 18-16; 1928.

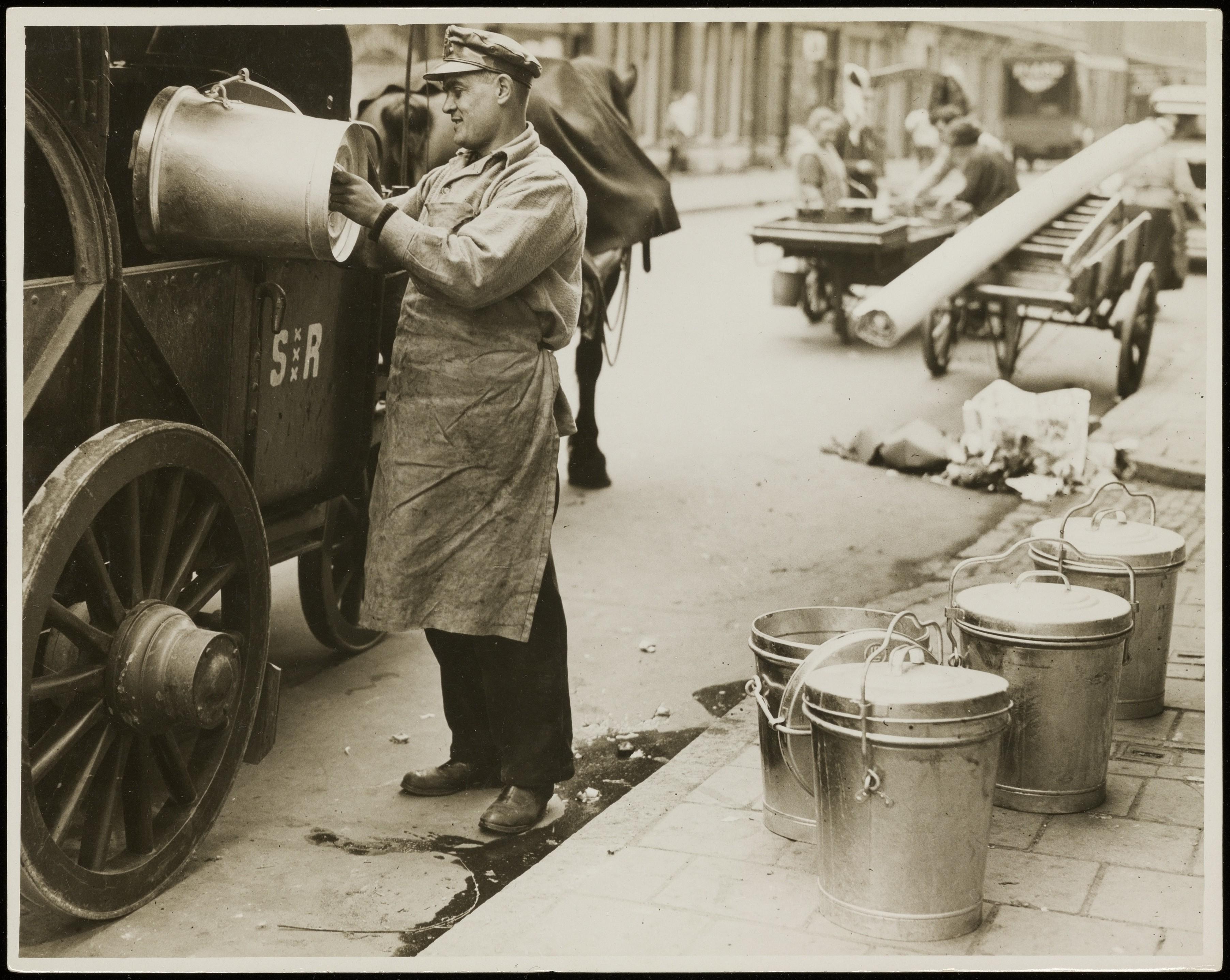
Een vuilnisman leegt een vuilnisemmer in een vuilniswagen; circa 1930.

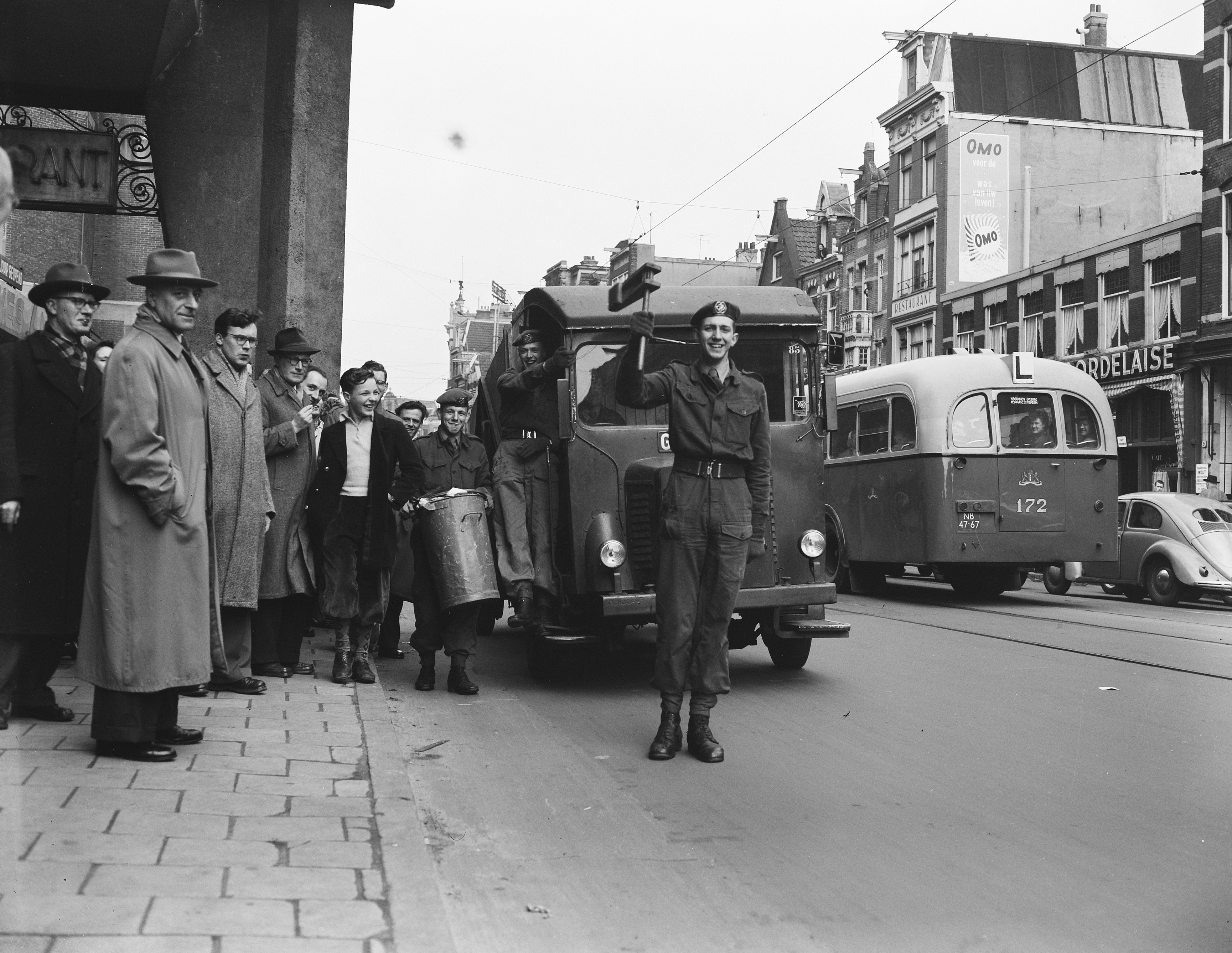
Soldaten nemen de dienst over tijdens staking op 3 april 1955

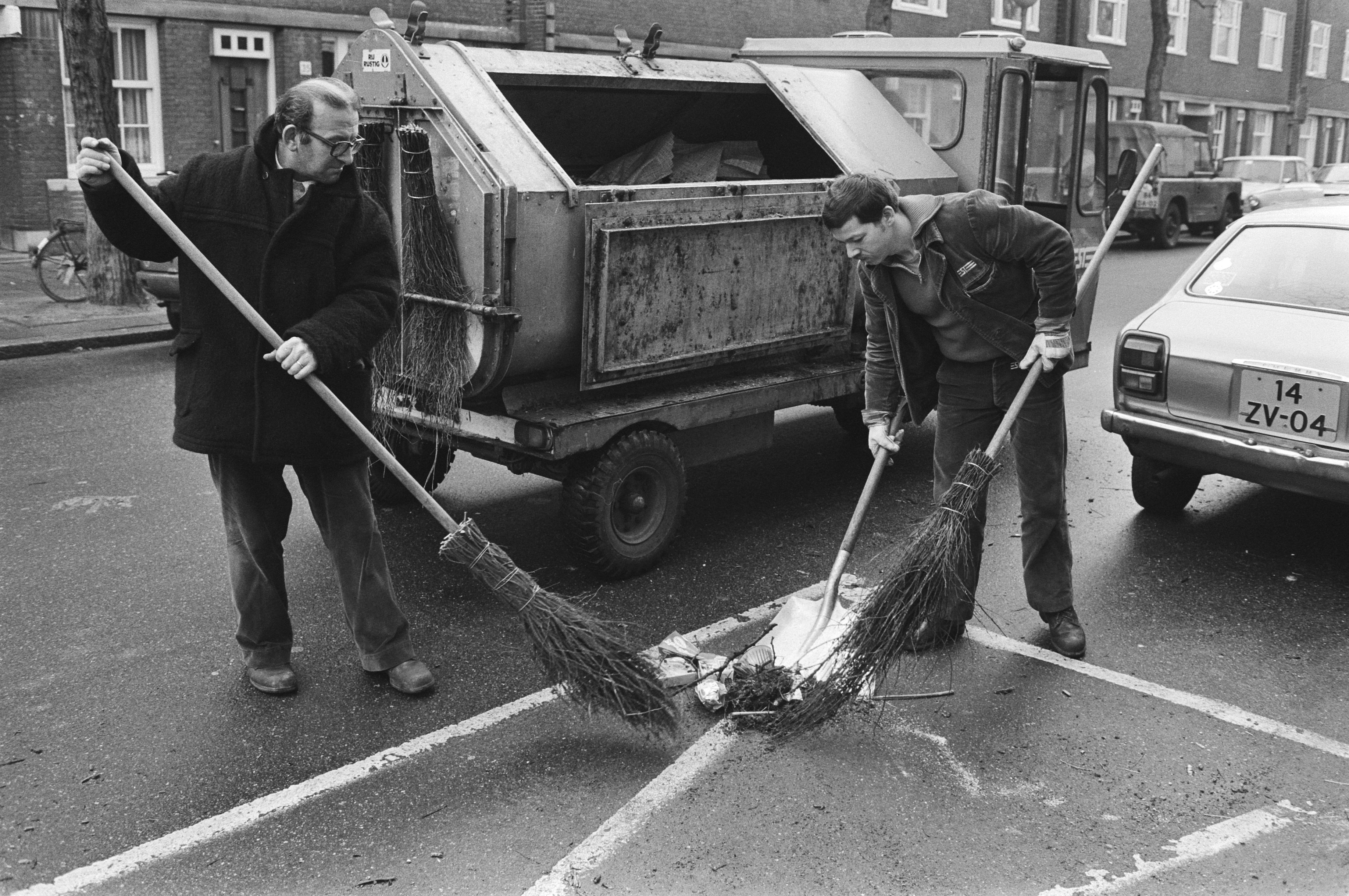
Straatvegers van de Amsterdamse Stadsreiniging aan het werk; 1983.

wagentje van de stadsreiniging rijdt door de Ferdinand Bolstraat (foto 2023)

De Stadsreiniging Amsterdam (S.R.) is de reinigingsdienst van de gemeente Amsterdam. Deze gemeentedienst zamelt afvalstoffen in en reinigt de openbare ruimte. De Dienst der Stadsreiniging werd per 1 oktober 1877 opgericht en was de opvolger van de Maatschappij ter bevordering van Landbouw en Landontginning, die kort na 1847 een concessie tot het ophalen van afvalstoffen en fecaliën had overgenomen van dr. Samuel Sarphati.
De werkzaamheden van de Dienst der Stadsreiniging omvatten onder andere het ophalen van vuilnis aan de huizen en het schoonhouden van de openbare weg, het legen van riolen en het opvissen van drijvend vuil uit de grachten.
Vanaf 1880 werd het schoonhouden van straten en riolen overgenomen van de Maatschappij voor den Werkenden Stand die in 1854 een afdeling Straatreiniging had opgericht.
De vuilnisbelten aan de Kattensloot en de Zeeburgerdijk werden in 1888 vervangen door een Centrale Asch- en Vuilnisbelt ten westen van de Kostverlorenvaart. De naam van de Beltbrug (brug nr. 324) herinnert hier nog aan.
In 1889 werden de stalgebouwen aan de Bilderdijkkade in gebruik genomen. Later werden hier ook vuilnisauto's gestald. Het complex bleef in gebruik tot 2006. Daarna werden er woningen gebouwd.
Omdat aanvankelijk niet geheel Amsterdam op een riool was aangesloten werden fecaliën tot 1934 opgehaald met een beerwagen, die door een paard werd getrokken. Deze kar werd in de volksmond eufemistisch de Boldootkar genoemd, naar een bekend merk parfum.
De dienst gebruikte aanvankelijk handkracht en paardentractie. In de 20e eeuw werden elektrische veegmachines ingezet, later gevolgd door veegauto's. Ook kwamen er vuilnisauto's in gebruik voor het transport van huisvuil. Kenmerkend voor de dienst was dat ze verspreid was over een groot aantal locaties in de stad. Het betrof hier secties, garages, werkplaatsen en kantoren.
In 1919 werd in Amsterdam-Noord een vuilverbrandingsinstallatie aan Zijkanaal I in gebruik genomen. In 1969 werd deze vervangen door de grotere AVI Noord (Afvalverwerkingsinrichting Noord). De afvalverwerking verhuisde in 1993 naar het Westelijk Havengebied waar aan de Australiëhavenweg sindsdien de AVI West zorgt voor de verbranding van het afval van Amsterdam en omgeving.
Tot 1993 werd het afval bestemd voor de vuilverbranding op diverse plaatsen in de stad verzameld in dekschuiten en vervolgens getrokken door sleepboten in een lange sleep door de grachten en over het IJ naar Zijkanaal I in Amsterdam-Noord gevaren. Sindsdien wordt al het afval per vrachtauto afgevoerd naar de Australiëhavenweg.
Het hoofdkantoor van de Stadsreiniging was vanaf 1912 gevestigd aan de Kwakersstraat, hoek Bilderdijkkade. In 1983 verhuisde de Stadsreiniging naar het vroegere hoofdkantoor van de Gemeentetram Amsterdam, aan de Stadhouderskade 1, bij het Leidsebosje. Na de reorganisatie van 1990 werd dit kantoor verkocht aan een particulier bedrijf.
Een bekende (en de laatste) directeur van de Stadsreiniging Amsterdam was de oud-minister Jaap Boersma (1 september 1983 tot december 1993).
In 1990 werd het ophalen van huisvuil overgedragen aan de stadsdelen, waarmee de dienst in 16 delen werd opgesplitst. De afvalverwerking werd vanaf 1993 uitgevoerd door de Gemeentelijke Dienst Afvalverwerking. Het afval wordt nu verbrand door het Afval Energie Bedrijf aan de Australiëhavenweg in Westpoort, dat met de vrijkomende warmte elektriciteit opwekt.
Als herinnering aan de mannen van de Stadsreiniging staat sinds 2007 het beeld 'De ratelaar, Ode aan de vuilnisman' op het Kwakersplein. Het werd gemaakt door beeldhouwer Rob Cerneüs t.g.v. het 130-jarig bestaan van de Stadsreiniging (1877-2007). De ratelaar liep vroeger vooruit om de bewoners te waarschuwen als de vuilniswagen er aan kwam en het vuil kon worden buiten gezet. Het beeld staat tegenover het vroegere hoofdkantoor van de Stadsreiniging, waar van 1990 tot 2010 het Stadsdeelkantoor Oud-West stond en dat inmiddels heeft plaatsgemaakt voor woningbouw.

## Afbeeldingen van voertuigen van de Stadsreiniging

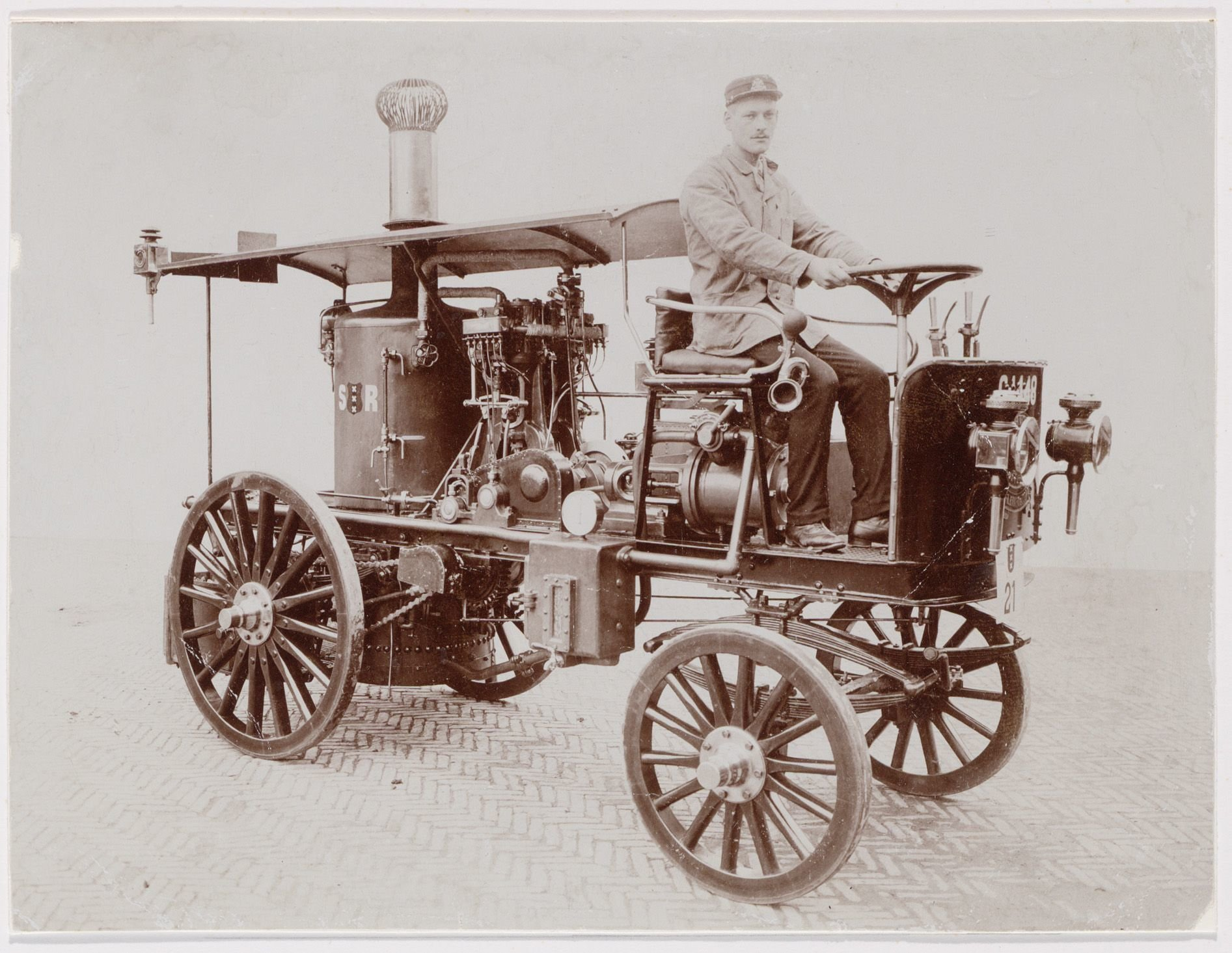
Beerwagen, aangedreven door stoomkracht; circa 1920.
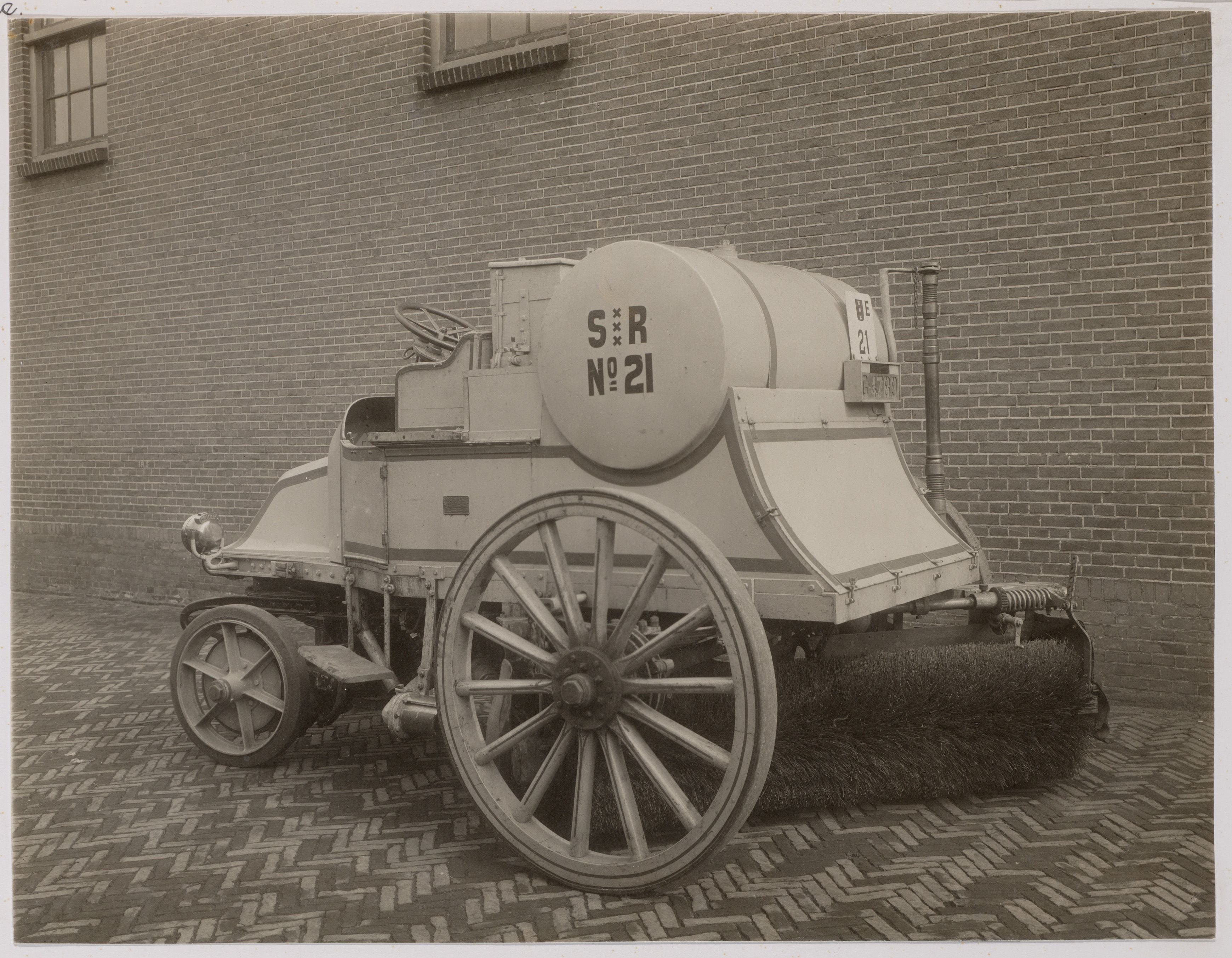
Veegwagen; circa 1920.
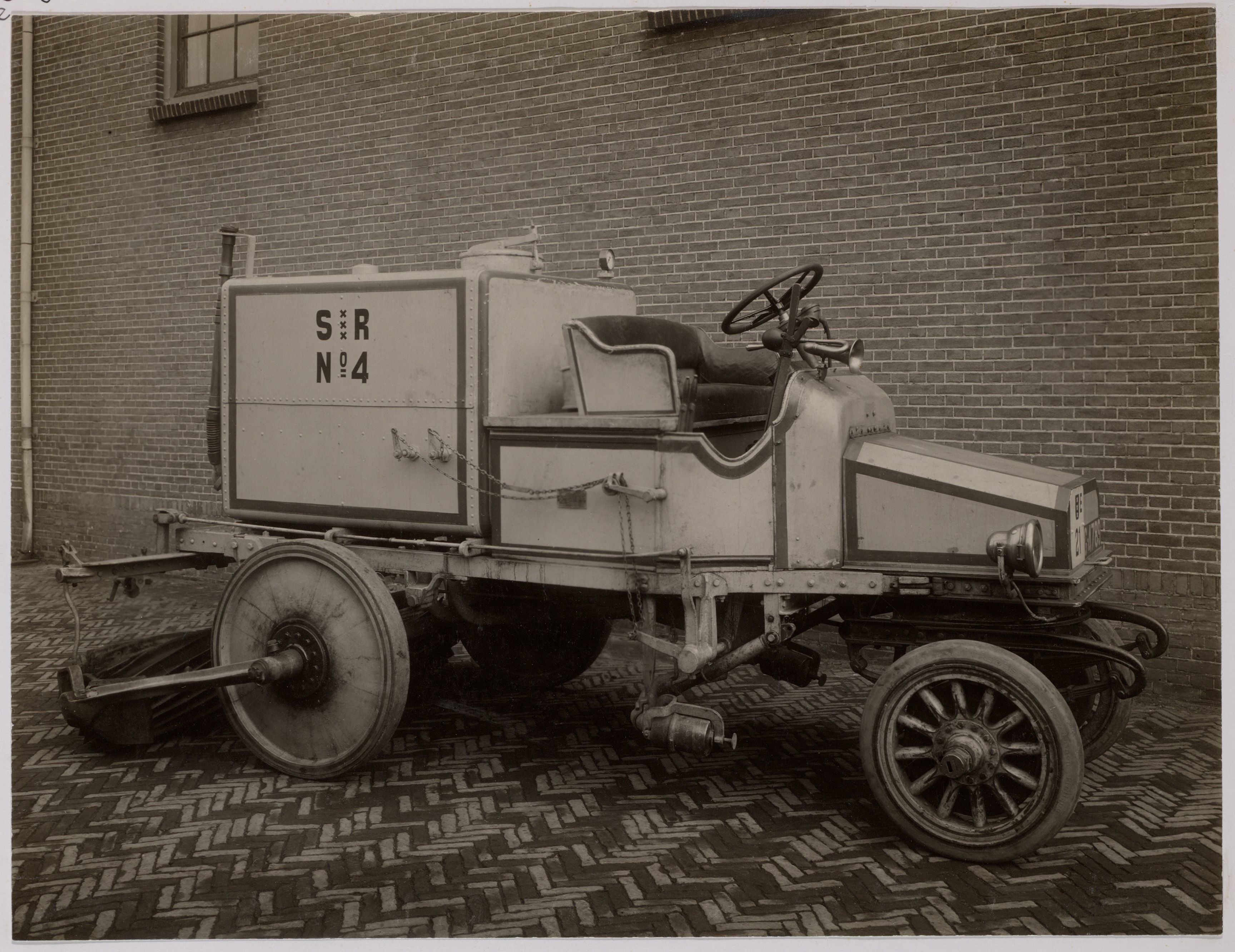
Veegwagen; circa 1920.
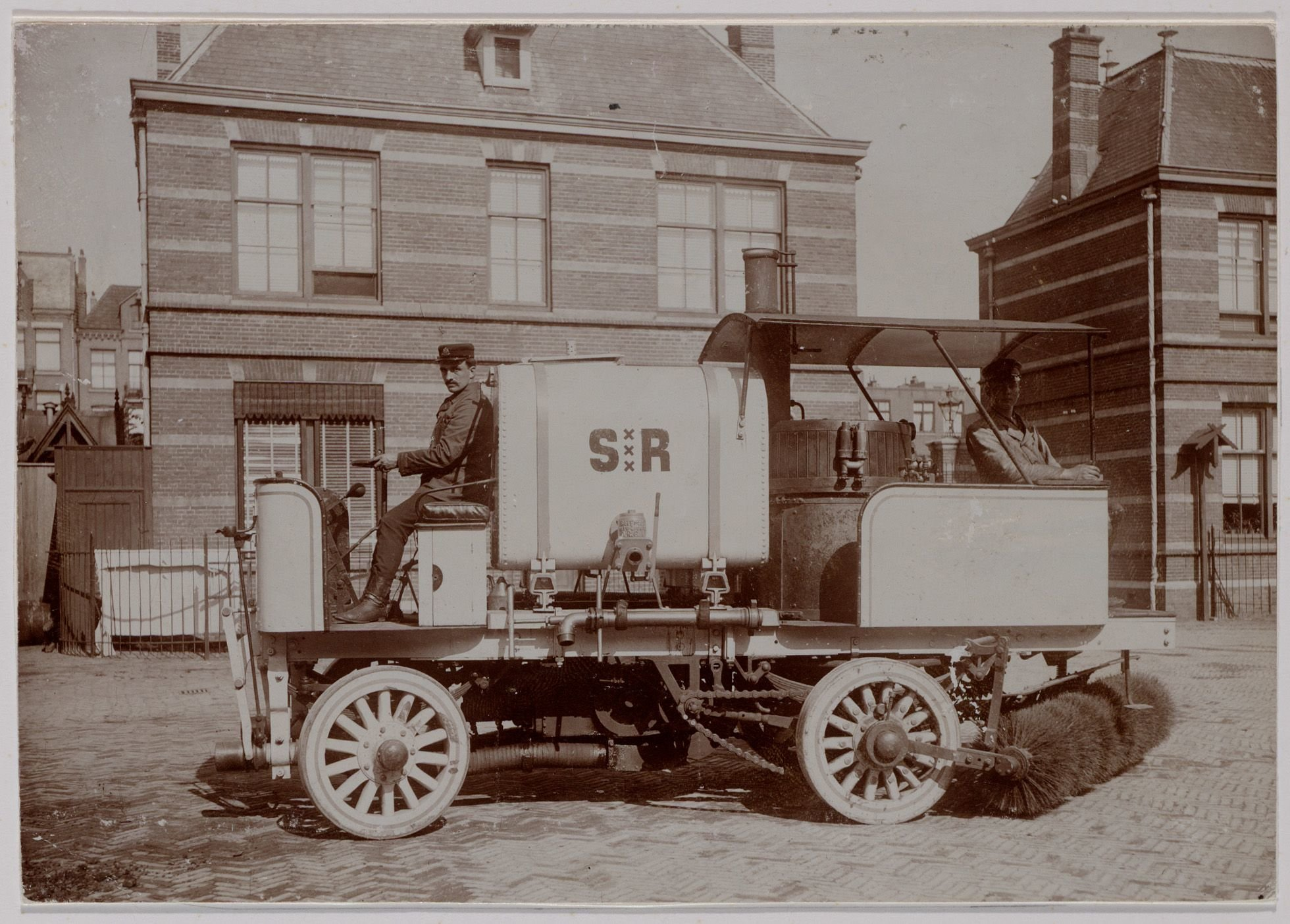
Veegwagen; circa 1920.
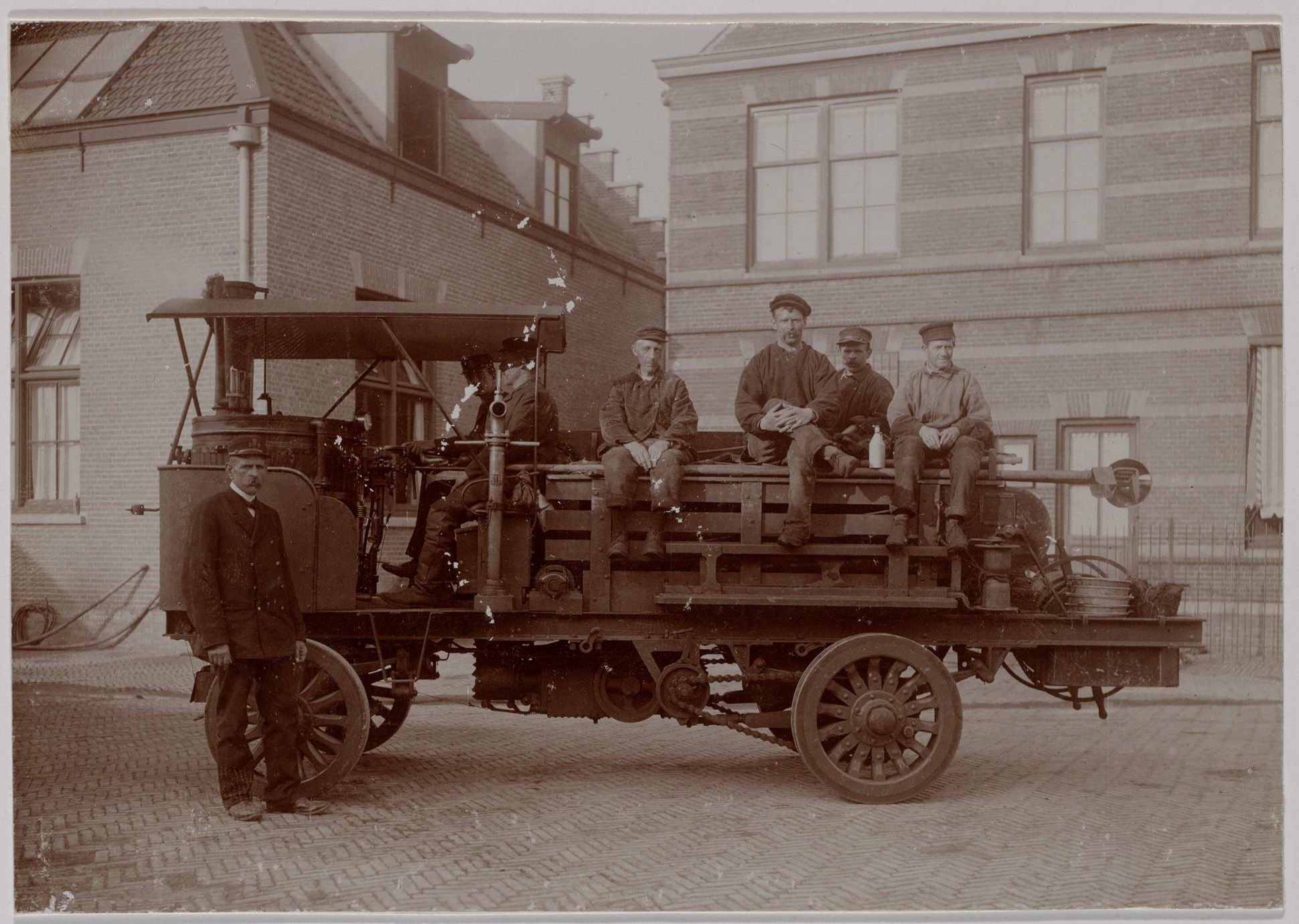
Voertuig ten behoeve van het rioolreinigen met personeel; circa 1920.
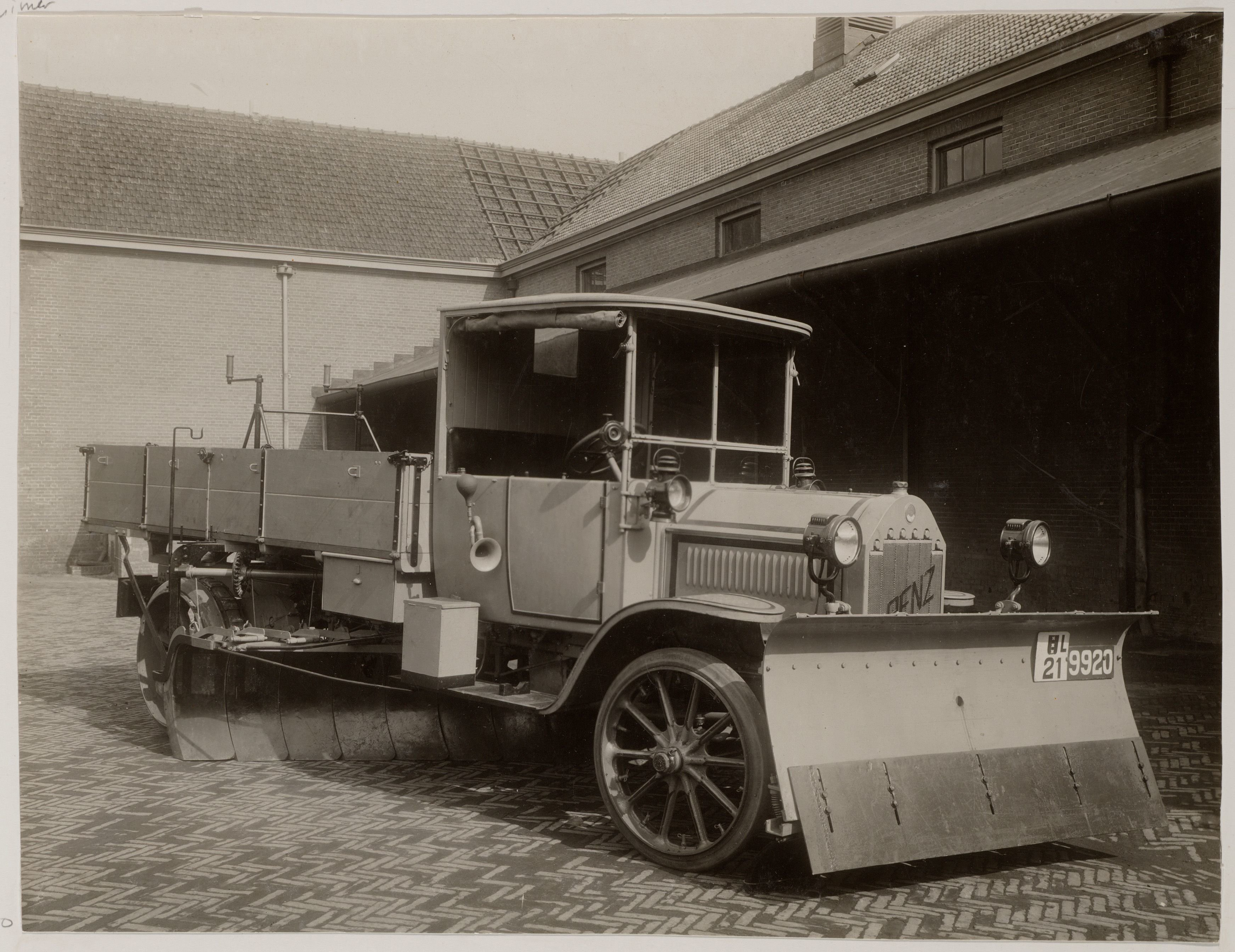
Vrachtwagen uitgerust met sneeuwschuiver; circa 1920.
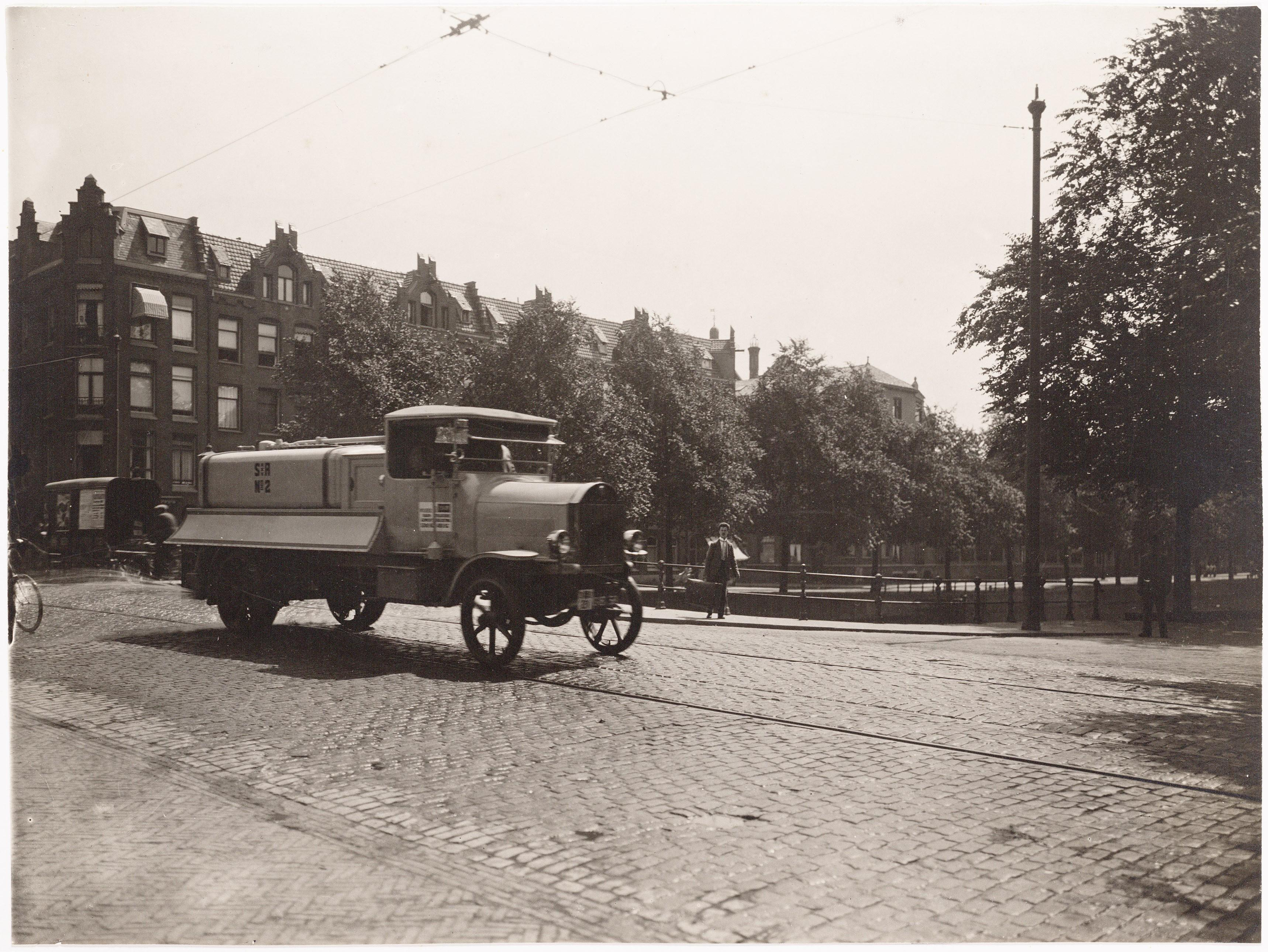
Sproeiwagen van de Stadsreiniging op Brug 135 over Bilderdijkgracht; circa 1920.